# Грамін Банк
Грамін Банк (бенг. গ্রামীণ ব্যাংক) — мікрофінансова організація і банк розвитку суспільства, яка надає невеликі кредити (відомі як мікрокредити) бідним, не вимагаючи гарантій. Слово Грамін походить від грам (село) і означає селянський. Система цього банку базується на ідеї, що бідні мають можливості, які замало використовуються. Надання кредиту базується на групах, члени яких здійснюють внутрішній тиск на інших для повернення кредиту. Банк також приймає депозити, пропонує інші послуги, бере участь в суспільно орієнтованих підприємствах в галузях енергетики, зв'язку та текстильній. Особливість кредитної програми банку в тому, що значна більшість кредиторів — це жінки.
Банк було започатковано в Бангладеш професором Мухаммадом Юнусом в рамках дослідницького проекту із забезпечення банківських послуг для сільського населення. Організація та її засновник Мохаммад Юнус отримали Нобелівську премію миру в 2006 році.
Банк Грамін іноді звинувачують в стягуванні відносно високих відсотків та затягуванні людей в борги. Деякі також ставлять під сумнів здатність бізнес-моделі підтримувати себе без спонсорської підтримки, яку він отримує. В той самий час банк часто ставлять як приклад успішного мікрофінансування.